# 罗时大
罗时大（1924年—），男，江西奉新人，中国航空工程专家，曾任112长副经理兼总工程师，沈阳飞机制造公司科学技术委员会主任、研究员级高级工程师。